# Malka Balo
Malka Balo (ou Melka Belo) est un  des 180 woredas de la région Oromia, en Éthiopie.
Le woreda compte 177 416 habitants en 2007.
Son centre administratif est Jaja.

## Situation
Situé entre 960 et 2 930 m d'altitude[réf. souhaitée] dans la zone Misraq Hararghe (Est Hararghe) de la région Oromia, le woreda est bordé à l'ouest par la zone Mirab Hararghe (Ouest Hararghe), au nord par Deder, au nord-est par Bedeno et au sud-est par Gola Odana Meyumuluke.
Le woreda appartient au bassin versant du Chébéli avec de nombreux cours d'eau pérennes tels que les rivières Jerjertu, Jaja, Dugo et Ramis. La rivière Galetti sépare le woreda et la zone Mirab Hararghe sur une partie de son parcours.
Les terres arables — où l'on trouve notamment des cultures de khat et de fruits et légumes et de café — représentent 17,3% du territoire tandis que 64,2% des terres sont considérées comme dégradées ou inutilisables, 5,6% sont des pâturages et 12,9% des forêts[réf. souhaitée].
Les agglomérations principales sont Hare Wacha et Jaja, deux localités du nord du woreda situées à 2 570 et 1 625 m d'altitude environ,.
Une localité appelée Malka Balo, située à une trentaine de kilomètres au sud-ouest de Jaja vers 1 450 m d'altitude, fait également partie du woreda.

## Démographie
D'après le recensement national de 2007 réalisé par l'Agence centrale de statistique d'Éthiopie, le woreda compte 177 416 habitants et 5,3% de la population est urbaine.
La population urbaine comprend 4 964 habitants à Hare Wacha et 4 378 habitants à Jaja.
La plupart des habitants (95%) sont musulmans tandis que 4,8% sont orthodoxes.
Avec une superficie de 1 469,53 km2[réf. souhaitée], le woreda a une densité de population de 121 personnes par km2 ce qui est supérieur à la moyenne de la zone.